# Natação no Campeonato Europeu de Esportes Aquáticos de 2022 - 4x100 m medley masculino
A prova do revezamento 4x100 metros nado medley masculino da natação no Campeonato Europeu de Esportes Aquáticos de 2022 ocorreu no dia 17 de agosto no Foro Italico, em Roma na Itália. 

## Calendário
| Fase          | Data         | Hora  |
| ------------- | ------------ | ----- |
| Eliminatórias | 17 de agosto | 10:11 |
| Final         | 17 de agosto | 19:25 |

Todos os horários estão no horário local (UTC+1)

## Recordes
Antes desta competição, os recordes eram os seguintes:
|                       | Nacionalidade  | Tempo   | Local     | Data                |
| --------------------- | -------------- | ------- | --------- | ------------------- |
| Recorde mundial       | Estados Unidos | 3:26.78 | Tóquio    | 2 de agosto de 2009 |
| Recorde europeu       | Reino Unido    | 3:27.51 | Tóquio    | 1 de agosto de 2021 |
| Recorde europeu       | Itália         | 3:27.51 | Budapeste | 25 de junho de 2022 |
| Recorde do campeonato | Reino Unido    | 3:28.59 | Budapeste | 23 de maio de 2021  |

Os seguintes novos recordes foram estabelecidos durante esta competição.
| Data         | Prova | Nadadores                                                                                          | Nacionalidade | Tempo   | Recordes              |
| ------------ | ----- | -------------------------------------------------------------------------------------------------- | ------------- | ------- | --------------------- |
| 17 de agosto | Final | Thomas Ceccon (52.82) Nicolò Martinenghi (57.72) Matteo Rivolta (50.75) Alessandro Miressi (47.17) | Itália        | 3:28.46 | Recorde do campeonato |

## Medalhistas
| Ouro | Prata | Bronze                                                                        |
| Itália · Thomas Ceccon · Nicolò Martinenghi · Matteo Rivolta · Alessandro Miressi · Michele Lamberti* · Federico Poggio* · Federico Burdisso* · Manuel Frigo* | França · Yohann Ndoye-Brouard · Antoine Viquerat · Clément Secchi · Maxime Grousset · Mewen Tomac* · Charles Rihoux* | Áustria · Bernhard Reitshammer · Valentin Bayer · Simon Bucher · Heiko Gigler |

*Atletas que competiram apenas nas eliminatórias e receberam medalhas

## Resultados

### Eliminatórias
Esses foram os resultados das eliminatórias. 
| Pos. | Bateria | Raia | Nacionalidade | Nadadores | Tempo   | Notas |
| ---- | ------- | ---- | ------------- | --- | ------- | ----- |
| 1    | 1       | 2    | Itália        | Michele Lamberti (54.95) Federico Poggio (59.70) Federico Burdisso (51.37) Manuel Frigo (48.33)                 | 3:34.35 | Q     |
| 2    | 2       | 5    | Áustria       | Bernhard Reitshammer (55.31) Valentin Bayer (59.43) Simon Bucher (51.85) Heiko Gigler (48.23)                   | 3:34.82 | Q     |
| 3    | 2       | 2    | Reino Unido   | Jonathon Marshall (54.67) James Wilby (59.92) Jacob Peters (52.67) Jacob Whittle (48.19)                        | 3:35.45 | Q     |
| 4    | 1       | 4    | França        | Mewen Tomac (54.72) Antoine Viquerat (1:00.71) Clément Secchi (51.74) Charles Rihoux (48.29)                    | 3:35.46 | Q     |
| 5    | 2       | 0    | Polónia       | Kacper Stokowski (54.09) Dawid Wiekiera (1:00.85) Adrian Jaśkiewicz (52.03) Kamil Sieradzki (49.07)             | 3:36.04 | Q     |
| 6    | 2       | 8    | Ucrânia       | Oleksandr Zheltyakov (55.10) Volodymyr Lisovets (1:00.36) Denys Kesil (52.49) Sergii Shevtsov (48.74)           | 3:36.69 | Q     |
| 7    | 2       | 3    | Alemanha      | Ole Braunschweig (54.17) Lucas Matzerath (1:00.61) Björn Kammann (53.87) Peter Varjasi (48.30)                  | 3:36.95 | Q     |
| 8    | 1       | 3    | Espanha       | Nicolás García (55.66) Carles Coll (1:01.45) Mario Mollà (52.09) Sergio de Celis (47.89)                        | 3:37.09 | Q     |
| 9    | 1       | 7    | Bulgária      | Kaloyan Levterov (55.76) Tonislav Sabev (1:00.82) Antani Ivanov (52.78) Deniel Nankov (48.66)                   | 3:38.02 |       |
| 10   | 1       | 1    | Grécia        | Theodoros Andreopoulos (55.12) Arkadios Aspougalis (1:02.16) Konstantinos Stamou (53.03) Stergios Bilas (49.04) | 3:39.35 |       |
| 11   | 1       | 6    | Lituânia      | Erikas Grigaitis (56.05) Andrius Šidlauskas (1:00.20) Danas Rapšys (53.94) Tomas Navikonis (50.01)              | 3:40.20 |       |
| 12   | 1       | 5    | Suécia        | Björn Seeliger (56.59) Daniel Räisänen (1:01.55) Oskar Hoff (53.68) Robin Hanson (49.88)                        | 3:41.70 |       |
| 13   | 2       | 4    | Luxemburgo    | Max Mannes (56.96) Pit Brandenburger (1:04.55) Julien Henx (55.11) Rémi Fabiani (49.72)                         | 3:46.34 |       |
| 14   | 1       | 8    | Noruega       | Markus Lie (55.53) Christoffer Haarsaker (1:01.62) Jon Jøntvedt Nicholas Lia                                    | DSQ     | DSQ   |
| 14   | 2       | 1    | Irlanda       | | DNS     | DNS   |
| 14   | 2       | 6    | Países Baixos | | DNS     | DNS   |
| 14   | 2       | 7    | Suíça         | | DNS     | DNS   |

### Final
Esse foi o resultado da final. 
| Pos.              | Raia | Nacionalidade | Nadadores                                                                                              | Tempo   | Notas                 |
| ----------------- | ---- | ------------- | --- | ------- | --------------------- |
| Medalha de ouro   | 4    | Itália        | Thomas Ceccon (52.82) Nicolò Martinenghi (57.72) Matteo Rivolta (50.75) Alessandro Miressi (47.17)     | 3:28.46 | Recorde do campeonato |
| Medalha de prata  | 6    | França        | Yohann Ndoye-Brouard (53.06) Antoine Viquerat (1:00.48) Clément Secchi (51.53) Maxime Grousset (47.43) | 3:32.50 |                       |
| Medalha de bronze | 5    | Áustria       | Bernhard Reitshammer (54.68) Valentin Bayer (59.54) Simon Bucher (50.97) Heiko Gigler (48.09)          | 3:33.28 |                       |
| 4                 | 3    | Reino Unido   | Luke Greenbank (54.28) James Wilby (59.51) Edward Mildred (51.72) Thomas Dean (48.09)                  | 3:33.60 |                       |
| 5                 | 2    | Polónia       | Ksawery Masiuk (53.49) Dawid Wiekiera (1:00.79) Jakub Majerski (51.17) Karol Ostrowski (48.71)         | 3:34.16 |                       |
| 6                 | 7    | Ucrânia       | Oleksandr Zheltyakov (54.60) Volodymyr Lisovets (59.40) Denys Kesil (52.12) Sergii Shevtsov (48.54)    | 3:34.66 | Recorde nacional      |
| 7                 | 1    | Alemanha      | Ole Braunschweig (54.40) Lucas Matzerath (59.74) Björn Kammann (53.60) Peter Varjasi (47.91)           | 3:35.65 |                       |
| 8                 | 8    | Espanha       | Nicolás García (55.30) Carles Coll (1:01.31) Mario Mollà (52.20) Sergio de Celis (48.44)               | 3:37.25 |                       |

Legenda
| Recorde mundial       | Recorde mundial (World record)               |                       | Recorde africano                      | Recorde africano (African) |                                           | Q | Classificado por posição (Qualified) |
| Recorde do campeonato | Recorde do campeonato (Championship record)  | Recorde da América    | Recorde da América (Americas)         | q                          | Classificado por melhor tempo (Qualified) |   |                                      |
| Melhor marca do ano   | Melhor marca do ano (World leading)          | Recorde asiático      | Recorde asiático (Asian)              | DNS                        | Não largou (Did not start)                |   |                                      |
| Recorde nacional      | Recorde nacional (National record)           | Recorde europeu       | Recorde europeu (European)            | DNF                        | Não terminou (Did not finish)             |   |                                      |
| Recorde pessoal       | Recorde pessoal do atleta (Personal best)    | Recorde da Oceania    | Recorde da Oceania (Oceania)          | DSQ / DQ                   | Desclassificado (Disqualified)            |   |                                      |
| Recorde da temporada  | Recorde da temporada do atleta (Season best) | Recorde sul-americano | Recorde sul-americano (South America) | NM                         | Sem marca (No mark)                       |   |                                      |